# Zisterzienserinnenabtei La Calzada
Die Zisterzienserinnenabtei La Calzada ist seit 1610 ein Kloster der Zisterzienserinnen in Santo Domingo de la Calzada, Provinz und Region La Rioja in Spanien.

## Geschichte

### Abia de las Torres
1280 gründete das Zisterzienserinnenkloster Las Huelgas 60 Kilometer westlich Burgos (westlich Osorno la Mayor), in Abia de las Torres, Comarca Tierra de Campos, Provinz Palencia, das Tochterkloster Santa María de los Barrios, das dort bis 1610 bestand. Der genaue Standort ist nicht bekannt. Es scheinen keine Gebäudereste vorhanden. Die sterblichen Überreste der in Abia bestatteten Nonnen wurden 1718 in das Kloster San Andrés de Arroyo überführt.

### Santo Domingo de la Calzada
1610 bewogen die widrigen Verhältnisse in Abia (auch: Avia) den Konvent, 60 Kilometer östlich Burgos nach Santo Domingo de la Calzada zu wechseln und das neue Kloster Nostra Señora de la Anunciación (lateinisch: Annuntiationis, deutsch: Mariae Verkündigung) zu bauen, das 1621 bezogen werden konnte. Dort leben die Schwestern noch heute. Die Gebäude wurden 1979 restauriert. Am 16. April 2016 wurde Äbtissin Sagrario Ortiz wiedergewählt.